# Acoustic Works
Acoustic Works è una delle tante raccolte non ufficiali del cantante britannico Bruce Dickinson, pubblicate dopo il ritorno del cantante negli Iron Maiden, che sfruttano il clamore pubblicitario della reunion.

## Il disco
L'album però si distingue dai soliti bootleg, messi in commercio in quel periodo, per essere composto da brani interamente acustici che il cantante, con le band che di volta in volta lo hanno accompagnato, ha inciso nel periodo che va dal 1990 (le sessioni per Tattooed Millionaire) al 1996 (la tournée seguita all'album Skunkworks).

## Tracce
1. Ballad of Mutt  (Dickinson, Gers)  - 3:28
2. Winds of Change  (Dickinson, Gers)  - 3:21
3. Darkness be my Friend  (Dickinson)  - 2:01
4. Fog on the Tyne (English Folksong) - 3:57
5. Winds of Change  (Dickinson, Gers)  - 3:28
6. Inertia  (Dickinson, Dickson)  - 3:12
7. Hell No  (Dickinson, Roy Z)  - 4:52
8. Rescue Day  (Dickinson, Jackson)  - 3:39
9. Tears of the Dragon  (Dickinson)  - 4:58
10. Inertia  (Dickinson, Dickson)  - 2:59
11. Rescue Day  (Dickinson, Jackson)  - 3:25
12. Tears of the Dragon  (Dickinson)  - 4:40
13. Travelling in Style - 1:20

- Tracce 01 - 03: registrate ai Battery Studios di Londra, 1990.
- Tracce 04 - 05: live acustico al "London Astoria" , 1990.
- Tracce 06 - 09: live acustici nel circuito dei pub di Londra, 1996.
- Tracce 10 - 13: Radio Broadcasting, marzo 1996.